# Canelé

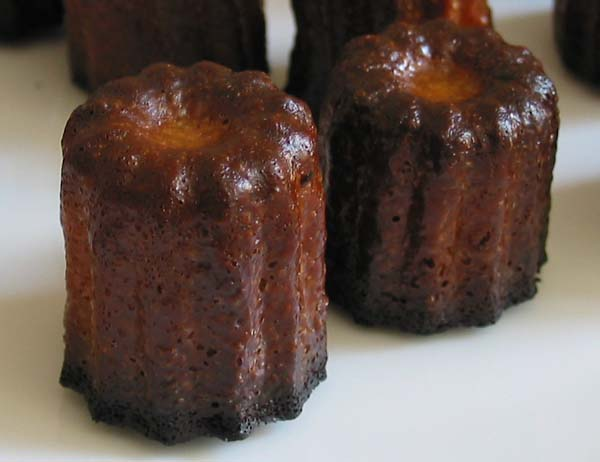
Canelés de Burdeos.

Los canelés son unos pequeños bizcochos típicos de la ciudad francesa de Burdeos. Presentan un característico aspecto cilíndrico con bordes estriados lo que les vale su nombre (que viene del idioma gascón canelat, que quiere decir canalón). Su exterior debe ser caramelizado y no crujiente mientras que su interior suave y gomoso.
Se elaboran con una pasta de huevos, azúcar, leche, mantequilla y harina a la que se perfuma con ron y vainilla. Se hornean en moldes especiales de cobre con un interior de estaño según la tradición. El uso de estos moldes requiere pasar por un proceso de curado y posteriormente la aplicación de cera de abejas previamente antes de cada uso. Sin embargo, hoy en día se comercializan versiones para casa hechas de aluminio y de silicona. El horneado se efectúa a veces en dos etapas, con dos temperaturas distintas, para facilitar que el caramelo que lo cubre forme una fina costra crujiente y oscura, y que el interior permanezca blando.
Existen en tres tamaños:
- de 2 cm de alto y 17 g de peso, llamado canelé bouchée (bocado)
- de 3,5 cm de alto y 30 g de peso, llamado canelé lunch
- de 5 cm de alto y 60 g de peso, llamado canelé gros (gordo)

Acompañan tradicionalmente los desayunos y las meriendas. Los más pequeños se sirven a menudo en cócteles o como mignardise (miniatura) para acompañar un café, y los más grandes se consumen preferentemente como postre al final de una comida.
Los canelés datan de principios del siglo XVI, cuando las monjas anunciadas de Burdeos los crearon con ingredientes sobrantes que recuperaban: la harina, el azúcar, la vainilla y el ron en los buques que atracaban en el puerto de la ciudad, y las yemas de huevo en las bodegas de la región. Estas utilizaban las claras para clarificar el vino y solían donarles las yemas sobrantes. Las monjas repartían los canelés entre los pobres o los vendían. La receta fue rescatada y popularizada en 1830 por unos pasteleros bordeleses que la convirtieron en una especialidad de la ciudad.
No fue hasta 1980 que una asociación de pasteleros de Burdeos llamada “La hermandad de los Canelés de Burdeos” (Confrérie du Canelé de Bordeaux) registraron la marca Canelé de Bordeaux (eliminando una “n” del antiguo cannelé) y sentaron las bases de un producto del que existen unas 15 marcas registradas.
En su propuesta definieron que los canelés deben contener solo los ingredientes básicos: leche, harina, yema y clara de huevo, azúcar, sal, mantequilla, vainilla solo en forma de vainas preferentemente del tipo bourbon (cosechadas en el norte de Madagascar), y ron viejo. Finalmente se define que el horneado debe ser en moldes metálicos, recomendando el uso de moldes de cobre untados con cera de abejas y mantequilla como desmoldante.